# Bilgerverlag
Die Bilgerverlag GmbH (Eigenschreibweise: «bilgerverlag GmbH») ist ein Schweizer Buchverlag mit Sitz in Zürich.
1983 wurde an der Josefstrasse 52 in Zürich die Buchhandlung «Sec52» von Ricco Bilger gegründet. Der Buchhandlung angeschlossen war eine Galerie, welche als Plattform junger Schweizer Kunst Erstausstellungen von und Zusammenarbeiten mit Künstlern wie Ugo Rondinone, Alex Herzog, Hannes Brunner, Elsbeth Kuchen, Dagmar Heinrich oder Yves Netzhammer durchführte. Parallel dazu erschienen in der «edition sec52» und später im «Verlag Ricco Bilger» erste Bücher junger Schweizer Schriftsteller. Besondere Beachtung fand die Publikation der beiden Bücher Techno und Ecstasy.
Zu den publizierten Autoren zählten André Vladimir Heiz, Urs Augstburger, Kristin T. Schnider, Elisabeth Wandeler-Deck, Roger Monnerat und Daniel Goetsch.
2001 wurde die Bilgerverlag GmbH von Ricco Bilger und Kurt Heimann gegründet, ein von der Buchhandlung «Sec52» unabhängiges Unternehmen. Die Gestaltung der Bücher und das Branding übernahm der Grafiker Alain Kupper. Das Logo, ein sechsfingriges Händchen, wurde vom Grafiker Pongo Zimmermann erfunden. Ab 2002 wurden die Gestaltung der Bücher und der visuelle Auftritt des Verlags von Dario Benassa betreut.
2005 wurde Dario Benassa Verlagspartner. Seither erscheinen unter dem Motto «Der Berg, die Wüste, der Himmel, das Meer – Literaturen der Welt» jährlich sechs bis acht Bücher im Bilgerverlag. Dieser zählt zu den sogenannten Independent-Verlagen. Publikationsschwerpunkt bildet die Belletristik, es werden jedoch auch andere Genres publiziert. Beispiele dafür sind der Fotoband Hag um Hag von Mäddel Fuchs oder die Anthologie Tanger Telegramm von Florian Vetsch und Boris Kerenski.
2009 war der Verlag Mitinitiator der Hotlist, des jährlich vergebenen Buchpreises der unabhängigen Verlage. Die Verlagsräume befinden sich an der Josefstrasse 52 im Kreis 5, Zürich.

## Autoren (Auswahl)
| - Urs Augstburger - Anne Cuneo - Simon Froehling - Daniel Goetsch - Hans Gygax | - André Vladimir Heiz - Pierre Imhasly - Pedro Lenz - Urs Mannhart | - Hans Manz - Yves Netzhammer - Kristin T. Schnider - Leander Scholz | - Christoph Simon - Florian Vetsch - Michael Wex - Jean Willi |